# Cylindromyia signata
Cylindromyia signata là một loài ruồi trong họ Tachinidae.